# 第73回日劇學院賞
←第72回 - 第73回 - 第74回→
第73回日劇學院賞，針對2012年4月到6月在日本播出的春季連續劇做出投票與評比。

## 最優秀作品賞
1. 上鎖的房間
2. Legal high
3. ATARU

- 讀者票：1. 上鎖的房間；2. ATARU；3. 再一次對你求婚；4. 三毛貓福爾摩斯的推理；5. Legal high
- 記者票：1. Legal high；2. 上鎖的房間；3. ATARU；4. 37歲成為醫生的我～實習醫生的純情故事～；5. 兒童警察
- 評審票：1. Legal high；2. 上鎖的房間；3. ATARU；4. 37歲成為醫生的我 ；5.W的悲劇；都市傳說之女；暴風雨 (池上永一)

## 主演男優賞
1. 大野智（上鎖的房間）
2. 堺雅人（Legal high）
3. 中居正廣（ATARU）

- 讀者票：1. 大野智（上鎖的房間）；2. 中居正廣（ATARU）；3. 竹野內豐（再一次對你求婚）
- 記者票：1. 堺雅人（LEGAL HIGH）；2. 大野智（上鎖的房間）；3. 中居正廣（ATARU）
- 評審票：1. 堺雅人（LEGAL HIGH）；2. 大野智（上鎖的房間）；3. 中居正廣（ATARU）

## 主演女優賞
1. 長澤雅美（都市傳說之女）
2. 天海祐希（青蛙公主）
3. 武井咲（W的悲劇）

- 讀者票：1. 天海祐希（青蛙公主）；2. 仲間由紀惠（暴風雨）；3. 木村佳乃（初戀 (2012年電視劇)）
- 記者票：1. 長澤雅美（都市傳說之女）；2.天海祐希（青蛙公主）；3.武井咲（W的悲劇）
- 評審票：1. 武井咲（W的悲劇）；2.長澤雅美（都市傳說之女）；3.天海祐希（青蛙公主）

## 助演男優賞
1. 佐藤浩市（上鎖的房間）
2. 北村一輝（ATARU）
3. 里見浩太朗（Legal high）

- 讀者票：1. 佐藤浩市（上鎖的房間）；2. 北村一輝（ATARU）；3. 大倉忠義（三毛貓福爾摩斯的推理）
- 記者票：1. 佐藤浩市（上鎖的房間）；2. 北村一輝（ATARU）；3. 生瀨勝久（LEGAL HIGH）
- 評審票：1. 北村一輝（ATARU） ；2. 佐藤浩市（上鎖的房間）；3. 里見浩太郎（LEGAL HIGH）

## 助演女優賞
1. 戶田惠梨香（上鎖的房間）
2. 新垣結衣（Legal high）
3. 栗山千明（ATARU）

- 讀者票：1. 戶田惠梨香（上鎖的房間）；2. 栗山千明（ATARU）；3. 新垣結衣（LEGAL HIGH）
- 記者票：1. 新垣結衣（LEGAL HIGH）；2. 栗山千明（ATARU）；3.和久井映見（再一次對你求婚）
- 評審票：1. 栗山千明（ATARU）；2. 新垣結衣（LEGAL HIGH）；3. 戶田惠梨香（上鎖的房間）

## 腳本賞
1. 古澤良太（Legal high）
2. 櫻井武晴（ATARU）
3. 相澤友子、仁志光佑、岡田道尚（上鎖的房間）

## 主題曲賞
- 嵐「Face Down」（上鎖的房間）

## 監督賞
1. 石川淳一、城寶秀則（Legal high）
2. 木村ひさし、吉田健、韓哲（ATARU）
3. 加藤裕將、松山博昭、石井祐介（上鎖的房間）